# Anita Sarkeesian
Anita Sarkeesian (Ontário, c. 1984) é uma feminista de origem canadense, crítica de mídia e blogueira. Ela é a autora do videoblog "Feminist Frequency" e da série de vídeos Tropes vs. Women e Tropes vs. Women in Video Games, que examinam clichês na representação de mulheres na cultura popular.
Em 2012, Sarkeesian foi alvo de uma campanha de assédio virtual após ter lançado um projeto no Kickstarter para financiar a série Tropes vs. Women in Video Games. Ao mesmo tempo, apoiadores doaram mais de US$ 150 mil ao projeto, muito além do objetivo inicial de US$ 6 mil. A situação foi extensivamente divulgada na mídia, colocando Sarkeesian no centro de discussões sobre misoginia na cultura dos video games e assédio virtual. Subsequentemente, ela tem continuado a estudar percepções de gênero em video games e falar publicamente sobre problemas que ela percebe na indústria e na cultura. Em 2014, ela se tornou o tópico de ameaças terroristas contra sua conferência na Universidade do Estado de Utah, como divulgado em manchetes internacionais.

## Biografia
Sarkeesian nasceu perto de Toronto de pais imigrantes armênios. Ela se mudou mais tarde para a Califórnia, e se identifica como uma americo-canadense. Elas se graduou em comunicação na California State University em Northridge, e então obteve o grau de mestrado em pensamento sociopolítico pela York University, se formando em 2010. Sua tese de mestrado é intitulada "Eu vou Fazer um Homem Sair de Você: Mulheres Fortes na Ficção Científica e Fantasia."

## Ativismo feminista
Sarkeesian inaugurou seu website «Ativismo Feminista» (em inglês) em 2009, ainda estudante na York University. Ela criou o site para divulgar videos de discussão sobre a figura popular feminina em uma tentativa de criar uma mídia crítica feminista acessível. Em 2011, ela se associou à revista americana Bitch para criar uma série de vídeos chamada Tropos (clichês) x Mulheres (Tropes vs Women), que examinaram os clichês na representação das mulheres em filmes, na televisão e video games, com um foco na ficção científica. A série era composta de videos com clichês cinematográficos populares americanos como: The Manic Pixie Dream Girl (MPDG), Women in Refrigerators (WiR) e The Smurfette Principle (Smurfette). Ela também produziu um  grande número de videos analisando a cultura popular do ponto de vista feminista, também como videos fazendo o Teste de Bechdel com figuras nomeadas para o Academy Awards.[carece de fontes?]
Em 2011, Sarkeesian foi co-autora na dissertação "Buffy vs Bella: A reascenção do arquétipo feminino em histórias de vampiros" para a antologia: "Fãs de Vampiros: Audiência e Consumo dos Vampiros Modernos". Ela apresentou em conferências e oficinas sobre crítica da mídia e videoblog's, e foi entrevistada pelo jornal britânico The Observer em março de 2012 sobre cultura midiática, afirmando: "Eu penso no alcance que poderia ter, a criação autêntica, de personagens femininos, é um avanço em direção de uma mídia mais feminista".
O blog dela foi utilizado como material para estudos e cursos sobre mulheres a nível universitário, e ela fez palestras em universidades em cima do tópico sobre personagens femininas na cultura popular. Em março de 2012, Sarkeesian e o seu blog foram citados no periódico trimestral Feminist Collection's na seção E-Sources on Women & Gender.[carece de fontes?]
Em Janeiro de 2015, como parte de um investimento de US$300 milhões para aumentar a diversidade e inclusão na esfera tecnológica,a Intel anunciou que se associaria ao blog «Ativismo Feminista» (em inglês) e a outros grupos para ajudar a promover um aumento nas oportunidades de carreira, compromisso e representação positiva para as mulheres e minorias nas áreas tecnológicas e de games.[carece de fontes?]

## Casos de abuso
O projeto "Tropes vs Women" provocou uma enorme campanha contra Anita, que sofreu diversas formas de abuso, como ameaças de morte e estupro; invasão de suas redes sociais e páginas na internet e "doxing". Além disso, abusadores postaram comentários depreciativos a seu respeito, vandalizaram seu artigo na Wikipédia com injúrias raciais e imagens sexuais e a enviaram desenhos dela sendo estuprada por personagens de vídeo games.
Um desses ofensores criou o jogo de computador chamado "Beat up Anita Sarkeesian", "Espanque Anita Sarkeesian" em tradução literal; no qual, a cada clique feito pelo jogador, a foto de seu rosto muda para uma versão com mais hematomas, dando ao jogador a sensação de estar socando ela. A feminista de Toronto, Stephanie Gutrie, foi ameaçada de morte e estupro, após fazer críticas contra o jogo. Anita respondeu a essas ameaças por meio de uma declaração feita ao jornal Toronto Standard, condenando a violência sofrida por Stephanie e outras mulheres.
A elevada reputação de Sarkeesian a levou a falar sobre abuso sexual e comunidades virtuais em conferências da TEDxWomen e em várias universidades.
Em março de 2014, Sarkeesian foi nomeada para falar e receber um prêmio na Game Developers Choice Awards de 2014. Mais tarde, os organizadores do evento revelaram ter recebido uma ameaça de bomba feita por uma pessoa anônima. A polícia de São Francisco vasculhou o centro de eventos do Moscone Center antes do início da premiação.
Em agosto de 2014, Feminist Frequency publicou um novo episódio de "Tropes vs Women in Games". Isso coincidiu com o período em Zoë Quinn foi vítima de casos de abuso realizados pelo movimento Gamergate, que foi uma campanha virtual anti-progressista e contra a inclusão das mulheres nos jogos. O aumeto do volume e a especificidade dos abusos (incluindo ameaças de morte) fizeram com que Sarkeesian deixasse sua casa. A polícia de São Francisco confirmou que eles haviam passado os dados do caso ao FBI para investigação.
Em 14 de outubro, Anita e a Universidade Estadual de Utah receberam ameaças terroristas, em razão da palestra que ela daria na universidade no dia seguinte. As ameaças, uma das quais foi feita por uma pessoa que dizia estar ligada ao Gamergate; citaram especificamente o massacre na École Polytechnique em 1989 em Montreal, no Canadá como inspiração. Nem a polícia, nem a universidade deram muito crédito às ameaças, já que elas se assemelhavam a outras que Sarkeesian havia recebido, mesmo assim, melhores medidas de segurança foram agendas para o evento. No entanto, Sarkeesian cancelou o evento, por sentir que as medidas de segurança eram insuficientes, já que, de acordo com a lei do estado de Utah, a universidade não poderia proibir a entrada de pistolas no local.
Em um entrevista dada ao jornal britânico The Guardian em agosto de 2015, Anita destaca ter de lidar com o constante abuso (segundo ela, seu "novo normal"), algo que feministas e mentores mais velhos haviam falado para ela "Nós estávamos lidando com isso, mas eles nos jogavam pedras".
A estudante de mídias, Soraya Murray, descreve esse momento como um divisor de águas na "guerra cultural" sendo travada pela representação de mulheres e outras minorias nos jogos.